# Charles Melton
Charles Michael Melton (* 4. ledna 1991, Juneau, Aljaška) je americký herec. Známým se stal díky roli Reggieho Mantlea v dramatickém seriálu Riverdale (2017–2023) stanice CW. Účinkoval také ve filmech Slunce je také hvězda (2019) a May December (2023).

## Život
Charles Melton se narodil v Juneau na Aljašce a byl vychován na Manhattanu v Kansasu. Je synem Sukyongu a Phila Meltonových. Jeho rodina se často stěhovala, protože otec pracoval pro armádu.  Jeho matka je z Korey a jeho otec je Euroameričan. Má sestru jménem Tammie.
Charles Melton studoval na Kansas State University, kde hrál ve fotbalovém týmu. Po dvou letech odešel z vysoké školy, aby se věnoval herectví, a v roce 2014 se přestěhoval do Los Angeles. Jako model začal pracovat pro firmy Dolce & Gabbana, Kenneth Cole a MAC. Mezi jeho první herecké role patřil vystoupení v pořadech Glee a American Horror Story.
Více se prosadil poté, co byl obsazen v seriálu Riverdale jako Reggie Mantle, když nahradil Rosse Butlera, který seriál opustil kvůli svému závazku v Proč? V roce 2019 hrál mužskou roli Daniela Bae ve filmu Slunce je také hvězda, což je Meltonův první celovečerní film.
V červnu 2018 se Melton zapojil do diskuse o tweetech, které napsal v letech 2011 a 2012 a v nichž se posmíval obézním lidem, a veřejně se omluvil.

## Filmografie

### Film
| Rok  | Název                         | Role       | Poznámky |
| ---- | ----------------------------- | ---------- | -------- |
| 2018 | The Thinning: New World Order | Cage       |          |
| 2019 | Slunce je také hvězda         | Daniel Bae |          |
| 2020 | Mizerové navždy               | Rafe       |          |
| 2020 | Mainstream                    | on sám     | cameo    |
| 2021 | Srdce vítězů                  | Chris      |          |
| 2022 | Tajná centrála                | Hawaii     |          |
| 2023 | May December                  | Joe Yoo    |          |

### Televize
| Rok       | Název                        | Role           | Poznámky                                          |
| --------- | ---------------------------- | -------------- | ------------------------------------------------- |
| 2014      | Glee                         | model          | díl: „New New York“                               |
| 2015–2016 | American Horror Story: Hotel | pan Wu         | 2 díly                                            |
| 2017–2023 | Riverdale                    | Reggie Mantle  | vedlejší role (2. řada), hlavní role (3.–7. řada) |
| 2021      | American Horror Stories      | Wyatt          | díl: „Někdo zlobil“                               |
| 2023      | Poker Face                   | Davis McDowell | díl: „Budoucnost sportu“                          |
| 2023      | Dějiny světa, část druhá     | Joshy Mudman   | 3 díly                                            |